# Mirzam
Mirzam (Beta Canis Majoris, β CMa) – jedna z najjaśniejszych gwiazd konstelacji Wielkiego Psa, odległa od Słońca o około 493 lata świetlne.

## Nazwa
Tradycyjna nazwa gwiazdy, Mirzam (lub Murzim) wywodzi się od arabskiego ‏مرزم‎ murzim. Jej dokładne znaczenie nie jest znane, ale zapewne oznacza ona, że gwiazda „ogłasza”, „zwiastuje” nadejście Syriusza, który wschodzi na niebie po niej. Gwiazda była też nazywana Al Kalb (arab. ‏الكلب‎), „pies”. Międzynarodowa Unia Astronomiczna w 2016 formalnie zatwierdziła użycie nazwy Mirzam dla określenia tej gwiazdy.

## Charakterystyka obserwacyjna
Obserwowana wielkość gwiazdowa Beta Canis Majoris to 1,98m, zaś jej wielkość absolutna to −3,91. Gwiazdę można obserwować z terenu Polski.

## Charakterystyka fizyczna
Mirzam to błękitny olbrzym, należy do typu widmowego B1 II-III (może się kwalifikować do jasnych olbrzymów). Temperatura tej gwiazdy to około 25 800 K, jest ona 34 tysiące razy jaśniejsza od Słońca (prawie 1300 razy jaśniejsza niż znacznie bliższy Syriusz). Jest to gwiazda zmienna typu Beta Cephei, której wielkość obserwowana zmienia się od 1,93 do 2,00m z kilkoma okresami zmienności; trzy najważniejsze mają okresy zbliżone do 6 godzin. Zmienność blasku wiąże się ze zakończeniem syntezy wodoru w hel i zmianami struktury wewnętrznej. Mirzam ma masę około 15 razy większą niż masa Słońca, dostatecznie dużą, aby zakończyć życie jako supernowa.